# Canadian River
The Canadian River (Pawnee: Kícpahat ) er den længste  biflod til Arkansas River. Den har udspring i Colorado, på østsiden af Sangre de Cristo Mountains, 2.900 moh.  , helt nede ved grænsen til New Mexico. Canadian løber efter kun  2,5 km ind i New Mexico, derefter gennem «Texas Panhandle» og mesteparten af det centrale Oklahoma, i alt 1.458 km. Afvandingsområdet er på 122.701 km². Den største biflod er North Canadian River.
Næsten helt nederst er den opdæmmet, hvor reservoiret Eufeula Lake på 410 km² er dens største sø overhodet.